# Адем Берекет
Адем Берекет (тур. Adem Bereket, при народженні — Адам Барахоєв; нар. 19 липня 1973, село Куртат, Пригородний район, Північно-Осетинська АРСР, РРФСР) — російський і турецький борець вільного стилю інгуського походження, бронзовий призер чемпіонату світу, срібний призер чемпіонату Європи, срібний призер Кубку світу, бронзовий призер Олімпійських ігор.

## Життєпис
Народився в багатодітній родині, був десятою дитиною в сім'ї і п'ятим серед синів. Спочатку захоплювався футболом, дзюдо і тільки потім почав ходити в секцію вільної боротьби. Першим його наставником став троюрідний брат Алаудін Барахоєв, тренер з вільної боротьби. Чотири роки щодня їздив Адам з рідного селища до Орджонікідзе (нині Владикавказ) на тренування. Три рази він стає чемпіоном Осетії і двічі — призером Півдня Росії. Отримавши паспорт, переїжджає до Красноярська, щоб вступити в тамтешню Школу вищої спортивної майстерності імені Д. Г. Міндіашвілі (нині Академія боротьби). Паралельно закінчує факультет фізичної культури Красноярського університету. Перша серйозна перемога — «золото» на чемпіонаті Росії в 1996 році. Того ж року у складі збірної Росії стає другим на Кубку світу та віце-чемпіоном світу серед студентів.
У 1999 році, коли він поспіль виграє два міжнародні турніри в Польщі та Туреччини, на нього звернули увагу вже і за межами Росії. Надійшли запрошення з Австралії, Кіпру, Казахстану та Туреччини. Порадившись зі своїм старшим товаришем і спонсором Аліханом Харсієвим, Адам вибрав Туреччину. Там йому були створені всі умови для підготовки до Олімпіади. Він отримує громадянство і нове ім'я — Адем Берекет (це слово означає «щастя», «благоденство», «благодатний»).
На літніх Олімпійських іграх 2000 року в Сіднеї Адем Берекет програв у півфіналі американському борцю Брендону Слею, а в поєдинку за бронзову нагороду поступився представнику Південної Кореї Мун Ий Дже і посів четверте місце. Але по завершенні змагань мав місце резонансний інцидент: німецький спортсмен Александр Ляйпольд, який виграв золоту медаль, провалив допінг-тест, і був позбавлений титулу й трофею. Через це було здійснено перерозподіл медалей між призерами змагань у цій ваговій категорії, унаслідок чого Адем Берекет отримав бронзову нагороду.
На Олімпійські ігри в Афінах Адам не зміг поїхати через травму плеча, отриману ще в Сіднеї. Йому довелося лягти на операційний стіл. Операція пройшла вдало, і у вересні 2004 року він стає чемпіоном Туреччини. В цьому ж році Олімпійський комітет Туреччини нагороджує його спеціальним знаком і дипломом як одного з кращих спортсменів країни.
Незабаром Адам переходить на тренерську роботу. Разом зі своїм колишнім тренером Хасаном Апаєвим з Північної Осетії він тренує збірну команду Туреччини. За невеликий проміжок часу вони виховали трьох чемпіонів Європи. Потім Адам отримує пропозицію від колишнього борця, тодішнього президента клубу «Buyuksehir» Мустафи Ердогана, брата прем'єр-міністра Туреччини Таїпа Ердогана. Адам приймає це запрошення. Він підготував чемпіона Європи та призера чемпіонату світу серед юніорів. Тренерську роботу Адам поєднував з тренуваннями і змаганнями в Німеччині, куди він виїжджав на два дні. Він там виступав у вищій лізі за німецький клуб «Weingarten», виграв чотирнадцять зустрічей з шістнадцяти. Але заняття в клубі довелося залишити — в кінці 2005 року Адама призначають головним тренером збірної Туреччини з вільної боротьби. У 2007 році команда Туреччини, яка з 1989 року не потрапляла в трійку найсильніших за кордоном, на чемпіонаті світу посіла друге місце, поступившись першістю Росії. У 2007 році Адам стає тренером збірної команди ФІЛА. Адам, якому довелося перервати свою спортивну кар'єру через травму, мріяв підготувати олімпійського чемпіона. Рамазана Ірбайханова, чеченця з Хасав'юрта, він помітив на змаганнях і півроку стежив за його спортивною кар'єрою, потім запросив до Туреччини, де почалася їхня спільна робота. За короткий період (тринадцять місяців) Рамазан Ірбайханов (в Туреччині у нього нове прізвище — Шахін, в перекладі з турецької — «сокіл») став чемпіоном світу, Європи та Олімпійських ігор в Пекіні. У жовтні 2008 року Адаму присвоюють почесне звання «Заслужений тренер Туреччини» з довічною зарплатою. З ним підписано контракт на другий олімпійський цикл — це перший випадок в історії турецького спорту. У листопаді цього ж року Адам визнаний кращим тренером світу, золотий орден, значок і кубок йому вручав президент Федерації боротьби світу Рафаель Мартінетті. Перед Олімпійськими іграми Адам і Рамазан дали обітницю в разі перемоги здійснити хадж до Мекки. У грудні 2008 року тренер Адам Барахоєв і його вихованець Рамазан Ірбайханов були серед паломників в Мецці.
Вихованцем Адема Берекета також є уродженець Назрановського району Інгушетії, теж інгуш за національністю, що захищає кольори збірної Туреччини, Селім Яшар (російське ім'я Зелімхан (Калой) Картоєв). Він є срібним та бронзовим призером чемпіонатів світу, срібним призером літніх Олімпійських ігор 2016 року в Ріо-де-Жанейро.

## Спортивні результати на міжнародних змаганнях

### Виступи на Олімпіадах
| Змагання                    | Збірна    | Вагова категорія          | Місце  |
| --------------------------- | --------- | ------------------------- | ------ |
| Літні Олімпійські ігри 2000 | Туреччина | вільна боротьба, до 76 кг | Бронза |

### Виступи на Чемпіонатах світу
| Змагання                        | Збірна    | Вагова категорія          | Місце  |
| ------------------------------- | --------- | ------------------------- | ------ |
| Чемпіонат світу з боротьби 1999 | Туреччина | вільна боротьба, до 76 кг | Бронза |

### Виступи на Чемпіонатах Європи
| Змагання                         | Збірна    | Вагова категорія          | Місце  |
| -------------------------------- | --------- | ------------------------- | ------ |
| Чемпіонат Європи з боротьби 2000 | Туреччина | вільна боротьба, до 76 кг | Срібло |
| Чемпіонат Європи з боротьби 2003 | Туреччина | вільна боротьба, до 74 кг | 15     |

### Виступи на Кубках світу
| Змагання                    | Збірна | Вагова категорія          | Місце  |
| --------------------------- | ------ | ------------------------- | ------ |
| Кубок світу з боротьби 1996 | Росія  | вільна боротьба, до 74 кг | Срібло |
| Кубок світу з боротьби 1997 | Росія  | вільна боротьба, до 76 кг | 4      |

### Виступи на інших змаганнях
| Змагання                                                         | Збірна    | Вагова категорія          | Місце  |
| ---------------------------------------------------------------- | --------- | ------------------------- | ------ |
| Чемпіонат світу з боротьби серед студентів 1996                  | Росія     | вільна боротьба, до 74 кг | Срібло |
| Олімпійський кваліфікаційний турнір з боротьби 2004 (Братислава) | Туреччина | вільна боротьба, до 74 кг | 7      |